# Elisabetta Strickland
Elisabetta Strickland (Roma, 28 maggio 1948) è una matematica italiana.
Organizza anche attività come responsabile dell'Osservatorio Interuniversitario sugli Studi di Genere, di cui è socia fondatrice.

## Attività accademica
Consegue la laurea in matematica nel 1971 presso l'università degli studi di Roma "La Sapienza" ed è attualmente professore ordinario di algebra presso l'università degli studi di Roma "Tor Vergata". Ha svolto attività di ricerca anche presso università straniere, tra cui la Brandeis University, la Harvard University, il Massachusetts Institute of Technology e il Tata Institute of Fundamental Research di Bombay.I suoi interessi di ricerca riguardano i gruppi algebrici e quantici, la teoria degli invarianti e le varietà determinantali.
Nel  2007 è stata la prima donna a essere nominata vice presidente dell'Istituto Nazionale di Alta Matematica. Nel 2009 ha organizzato la conferenza internazionale Women and Space con Velleda Baldoni e Alessandra Celletti.

## Narrativa
Ha pubblicato due raccolte di racconti sulla matematica e un racconto autobiografico L'intimidazione edito nel web da unibocconi.it .

## Scritti
- Vincenzo Ancona e Elisabetta Strickland (a cura di), Trends in contemporary mathematics, Cham & Springer, 2014.
- Elisabetta Strickland, Scienziate d'Italia. Diciannove vite per la ricerca, Milano, Donzelli, 2011.